# Banque centrale du Luxembourg
Banque centrale du Luxembourg (BCL) är Luxemburgs centralbank. Den grundades den 1 juni 1998 samtidigt som Europeiska centralbanken, inför införandet av euron, och har sitt säte i Luxemburg. Sedan den 1 januari 1999 utgör BCL en del av Eurosystemet. Centralbankschef är Gaston Reinesch.